# Југословени у Шпанском грађанском рату
У Шпанском грађанском рату, од 1936. до 1939. године учествовало је 1.664 Југословена. Они су се борили на страни Шпанске републике и ратовали су у Каробањи, код Брунете, Сарагосе, у Арагону, Теруелу, Марбељи, Сан Матеу, на барикадама Мадрида и многим другим бојиштима. Њих преко 700 је погинуло, док су остали после рата били затварани у концентрационе логоре у Француској. Велики број њих је, по повратку у Југославију, учествовао и у Народноослободилачкој борби Југославије.
Међу Југословенима који су се борили у Шпанији било је Срба, Хрвата, Словенаца, Црногораца, Муслимана и Јевреја, међу којима и истакнутих личности радничког покрета и Комунистичке партије Југославије (КПЈ). У историографији бивше СФРЈ ови борци су називани — шпански борци или југословенски шпанци.
Обавезно погледајте и чланак Списак шпанских бораца Југославије

## Састав
Југословенски добровољци у Шпанском грађанском рату већином су били припадници дијаспоре у свету, и то углавном економски и политички емигранти, студенти и војна лица. Следи списак југословенских држављана по државама из којих су дошли у Шпанију: 
| - Краљевина Југославија: 421 - Француска: 420 - Белгија: 191 - Совјетски Савез: 84 - Канада: 83 - САД: 57 - Чехословачка: 43 - Шпанија: 20 | - Аргентина: 13 - Алжир: 11 - Аустрија: 8 - Краљевина Албанија: 6 - Иран: 4 - Фашистичка Италија: 3 - Швајцарска: 2 - Уругвај: 2 | - Краљевина Бугарска: 1 - Краљевина Мађарска: 1 - Нацистичка Немачка: 1 - Португалија: 1 - Краљевина Румунија: 1 - Турска: 1 - Панама: 1 - Африка: 1 |

За 1185 бораца (71,2%) позната је година доласка у Шпанију, док за 479 (28,8%) нема података. Тако је током 1936. године дошло 467 (28%), 1937. године 632 (38%), а 1938. године 86 (5,2%) добровољаца.
Подаци о старосној структури (година рођења) познати су за 1298 (78%) бораца, док их за 366 (22%) добровољаца нема. Подаци по деценијама: 1881—1890 = 21 (1,3%), 1891—1900 = 242 (14,5%), 1901—1910 = 667 (40,1%), 1911—1920 = 367 (22,1%) и 1 (као најмлађи) је рођен 1922. године.
Политичка припадност забележена је у шпанској статистици за само 1040 бораца: комунисти (561), социјалдемократи (10), Хрватска сељачка странка (8), анархисти (4), ванстраначки (457). За 152 борца партијска припадност није позната.
Међу југословенским добровољцима било је и 16 жена (3 лекарке, 2 медицинске сестре, 6 радница, 2 студенткиње, 1 службеница, 2 без занимања): Ана-Марија Баш, др Адела Бохуницки, др Нада Димитријевић-Нешковић, Олга Драгић-Беловић (Милица Милић), Елизабета Гаврић, Марија Главаш, Марија Хабулин, Леа Краус, Тереза Кучера, Добрила Мезић-Шиљак, Лујза Пихлер (Борка Демић), Отилија Решиц-Занони, Ана Селес-Брозовић, Корнелија Сенде-Поповић, Еугенија Симонети, Марија Шнеман. Из Југославије их је дошло 5, из Француске 5, из Чехословачке 2 и по 1 из Алжира, Белгије, Шпаније и Уругваја. Југословенке су биле укључене у санитетску службу Интернационалних бригада као лекарке, медицинске сестре и неговатељице, али у болницама а не на фронту.

## Историја

### Шпански грађански рат
Године 1931, после абдикације краља Алфонса XIII Шпанија је по други пут у својој историји постала република. После краткотрајне владавине републиканско-социјалистичке партије, на изборима 1933. победила је радикална партија, која је повукла већину републиканских реформи, што је довело до устанака социјалиста и анархиста у Астурији и Каталонији у октобру 1934. године.
На изборима у јануару 1936. године, на власт је дошао Народни фронт — коалициона влада социјалиста, комуниста и лево оријентисаних републиканаца, што је наредних месеци појачало сукобе између десних и левих снага. Сукоби су били све интензивнији, а 17. јула 1936. године су кулминирали, када су се трупе, предвођене генералом Франсиском Франком, у Шпанском Мароку побуниле против Републике. Тада је отпочео Шпански грађански рат.
У време избијања Шпанског грађанског рата, Краљевина Југославија је била диктатура. Под оваквим режим, југословенски комунисти су покушавали да поврате свој значај након година лоше бираних тактика и унутрашњих подела. За време владе премијера Милана Стојадиновића, ово је био тежак задатак. Стојадиновић је заузео привидан став о строгој неутралности југословенске владе и њених грађана. Било је забрањено агитовати за циљеве супростављених страна у Шпанији, као и одлазак у рат. Да би спровела ову политику, југословенска влада је преузимала полицијске мере против својих грађана. Влада је страховала да ће, због недостатка демократије у држави, станоништво Југославије бити подстакнуту да се бори за своја демократска права. Југославије је 23. августа 1936. приступила британском пакту о неинтервенцији.
Иако је југословенска влада себе представљала као неутралну, њене главне мете су биле присталице републиканаца, а нарочито КПЈ, због вере да ће њихове присталице покушати да искористе ситуацију као прилику да дестабилизују режим. Подршка Стојадиновићевог режима шпанским националистима није била материјална као у случају Немачке и Италије, али се огледала кроз друге начине. Док су левичари били хапшени и прогоњени, Франкове присталице су биле толерисане. Прорепубликанска штампа је била цензурисана, а влада је сукоб приказивала као нешто неважно за Југославију, али је са друге стране вршила полицијске акције против прорепубликанских активности, као што су прикупљање добровољаца и хуманитарне помоћи.

### Одлазак у Шпанију
Могло би се казати да је у Краљевини Југославији КПЈ била главни и једини организатор у пружању помоћи републиканској Шпанији у борби против побуњеника и фашизма. Антифашистички добровољци су у Шпанију одлазили искључиво илегално у чему су неретко били осујећивани. Југословенска влада је по сваку цену настојала да онемогући одлазак њених држављана у рат у Шпанију. Поред великих успеха КПЈ у организовању помоћи и одласка добровољаца, било је и неуспешних акција.
Приликом једне такве акције, у највећој тајности изнајмљен је у Марсељу брод „Корзика“ за превоз добровољаца. Фебруара 1937. године са Корзике су бродом „Ла Корс“ кренули Адолф Мук и Антон Франовић да покупе добровољце из Југославије. За овај план знао је само Политбиро КПЈ. Међутим, београдска полиција је све дознала. Један од чланова ЦК, Живојин Павловић, упозорен од пријатеља из Београда, изнео је сазнања на седници, али га је један од чланова оптужио да је „паничар“ и да без обзира на све то треба продужити ову акцију. Главни организатор ове акције био је Јосип Броз Тито. Лађа је ипак кренула.
Дана 1. марта 1937. године далматински добровољци је требало да исплове бродом из околице Сплита. Испловљавање је прво одложено због лошег времена, а потом су откривени од жандара и похапшени. Према полицијском извештају, 8. априла је на Брачу ухапшено 145 шпанских добровољаца. Након што су добровољци затворени у Сплиту, људи су им на разне начине слали храну, а жене су демонстрирале испред царинарнице. Сви су након неколико недеља пуштени на слободу.
Пошто се 2. марта у сплитској луци у договорено време нико није појавио, брод је продужио да покупи добровољце у Црној Гори, где је био проваљен. Лађа је требало да узме у Котору 400 добровољаца и да их превезе у Барселону.
Ова се афера завршила хапшењем члана Политбироа Адолфа Мука и стотине добровољаца. Коминтерну је пропала акција коштала преко 500.000 француских франака. У вези са овим тражено је од Павловића писмено изјашњење да је упозорио Генералног секретара Милана Горкића, али он је одбио да свали сву кривицу на њега.

### Ратовање
Прво борбено крштење интербригадисти су проживели у новембру 1936. године, у одбрани Мадрида. У саставу Једанаесте бригаде, која је била упућена на овај фронт, била је мађарско-југословенска чета.

### Крај рата и заробљеништво
Крајем 1938. године влада Шпанске републике је донела одлуку о распуштању Интернационалних бригада, након споразума да ни Немачка ни Италија више неће слати своје трупе. Међутим, Немачка је наставила да шаље помоћ генералу Франку, и уследио је брз пораз Републике.
Након распуштања Интернационалних бригада, многи Југословени су прешли у Француску, где су затворени у логоре, углавном у логор Гирс. У француским логорима су били заточени од краја 1938. до немачког напада на Француску маја 1940. године. Југословенске власти су упорно одбијале да издају дозволе за повратак шпанских добровољаца, јер је Министарство унутрашњих послова решило да сваки мора у југословенском посланству у Паризу писмено да изјави, да се каје што је отишао у добровољце и да се одриче сваке комунистичке акције по повратку у земљу.
Кад је Француска 22. јуна 1940. капитулирала, постојала је велика опасност да бивше шпанске борце нацистичке снаге побију или одведу у логоре у Немачку. Комитети КПЈ у логорима одмах су донели одлуку о брзом организовању пунктова за пребацивање интернираца за Југославију. Неки су успели преко Немачке да побегну у Југославију, а неки су затворени у логоре.

### Народноослободилачка борба
Од 250 југословенских добровољаца који су успели да се илегално пребаце из Француске у Југославију, 130 их је погинуло у биткама током Народноослободилачког рата (1941—1945). Током завршних операција за ослобођење земље, све четири армије ЈА предводили су шпански борци (Коча Поповић, Пеко Дапчевић, Коста Нађ, Петар Драпшин). Код народа и бораца су „Шпанци“ представљали узвишени појам личне храбрости и оданости борби против фашизма.

## Познатији учесници
За потпунији списак погледајте чланак Списак шпанских бораца Југославије
| - Погинули у Шпанији: - Гојко Бједов - Ђоко Ковачевић - Мијат Машковић - Благоје Паровић | - Божидар Петровић - Фрањо Пушкарић - Мојсије Стефановић - Иван Турк - Вукашин Радуновић | - Погинули у НОБ: - Божо Билић Марјан - Милан Благојевић Шпанац - Фадил Јахић Шпанац - Жикица Јовановић Шпанац | - Бранко Крсмановић - Данко Митров - Марко Орешковић - Франц Розман Стане | - Умрли после рата: - Вељко Влаховић - Иван Гошњак - Пеко Дапчевић - Петар Драпшин - Данило Лекић Шпанац | - Коста Нађ - Гојко Николиш - Владо Поповић - Коча Поповић - Родољуб Чолаковић |